# SV Ried
SV Ried – austriacki klub piłkarski, mający siedzibę w mieście Ried im Innkreis, grający w Bundeslidze austriackiej.

## Historia
Klub został utworzony 5 maja 1912 roku jako Sportvereinigung Ried. SV Ried grał w ligach regionalnych Górnej Austrii aż do 1991 roku, kiedy to awansował pierwszy raz w historii do drugiej ligi Austrii. W 1995 roku awansował do pierwszej ligi, w której gra również dziś.
Największy jak dotąd sukces SV Ried odniósł w 1998 roku, kiedy to drużyna ta zdobyła Puchar Austrii wygrywając ze Sturmem Graz 3:1 w finale. W 2000 roku SV Ried zajęło najwyższe do tamtej pory miejsce w historii swoich występów w ekstraklasie. Zakończyło wówczas sezon na 5. miejscu w tabeli. W 2003 drużyna Ried spadła do drugiej ligi. W pierwszej Ried grało przez kolejnych 8 lat. Po 2 sezonach drużynie udało się powrócić do pierwszej ligi zostając mistrzem Red Zac-Erste Liga i awansując do ekstraklasy już 23 maja 2005 po zwycięstwie 3:2 nad Kapfenberger SV.
Sezonie 2006/2007 SV Ried występował w Pucharze Intertoto. Zmagania zaczął od drugiej rundy rozgrywek, w której pokonał Dinamo Tbilisi 3:1 i 1:0. W kolejnej, ostatniej rundzie Ried trafił na mołdawski FC Tyraspol i po zwycięskim dwumeczu (3:1 1:1) awansował do drugiej rundy Pucharu UEFA. Tam trafił na szwajcarski FC Sion. Drużyna Ried pogrzebała jednak swoje szanse na awans do 3. rundy już w pierwszym meczu u siebie przegrywając ze Sionem 0:1. W rewanżu w Sionie piłkarze Ried tylko zremisowali 0:0 i odpadli z dalszych zmagań europejskich pucharów. Na koniec sezonu pierwszy raz w historii klub został wicemistrzem Austrii. W 2017 roku klub zajął ostatnie 10. miejsce, spadł do drugiej ligi po 12 latach gry w ekstraklasie. W sezonie 2019/2020 został mistrzem 2. Ligi i ponownie awansował do Bundesligi.

## Sukcesy
- Puchar Austrii: 1998, 2011
- Wicemistrzostwo Austrii: 2007
- Zwycięstwo w Pucharze UEFA Intertoto: 2006

## Europejskie puchary
Legenda do wszystkich tabel:
- Q – runda eliminacyjna, 1/16, 1/8, 1/4, 1/2 – odpowiednia faza rozgrywek, Grupa – runda grupowa, 1r gr – pierwsza runda grupowa, 2r gr – druga runda grupowa, F – finał, R – runda, PO – play-off
- k. – rzuty karne, los. – losowanie, Dogr. – dogrywka, w. – zasada bramek strzelonych na wyjeździe

| Sezon   | Rozgrywki                 | Runda    | Przeciwnik          | Dom | Wyjazd | Ogólnie    |
| ------- | ------------------------- | -------- | ------------------- | --- | ------ | ---------- |
| 1996    | Puchar Intertoto          | Grupa 4  | Zagłębie Lubin      |     | 1–2    | 4. miejsce |
| 1996    | Puchar Intertoto          | Grupa 4  | Silkeborg IF        | 0–3 |        | 4. miejsce |
| 1996    | Puchar Intertoto          | Grupa 4  | Conwy United        |     | 2–1    | 4. miejsce |
| 1996    | Puchar Intertoto          | Grupa 4  | Royal Charleroi     | 1–3 |        | 4. miejsce |
| 1997    | Puchar Intertoto          | Grupa 12 | Iraklis Saloniki    | 3–1 |        | 3. miejsce |
| 1997    | Puchar Intertoto          | Grupa 12 | Floriana            |     | 2–1    | 3. miejsce |
| 1997    | Puchar Intertoto          | Grupa 12 | Merani Tbilisi      | 1–3 |        | 3. miejsce |
| 1997    | Puchar Intertoto          | Grupa 12 | Torpedo Moskwa      |     | 0–2    | 3. miejsce |
| 1998/99 | Puchar Zdobywców Pucharów | 1R       | MTK Budapest        | 2–0 | 1–0    | 3–0        |
| 1998/99 | Puchar Zdobywców Pucharów | 2R       | Maccabi Hajfa       | 2–1 | 1–4    | 3–5        |
| 2001    | Puchar Intertoto          | 1R       | WIT Georgia         | 2–1 | 0–1    | 2–2, w.    |
| 2006    | Puchar Intertoto          | 2R       | Dinamo Tbilisi      | 3–1 | 1–0    | 4–1        |
| 2006    | Puchar Intertoto          | 3R       | Tiraspol            | 3–1 | 1–1    | 4–2        |
| 2006/07 | Puchar UEFA               | 2Q       | FC Sion             | 0–0 | 0–1    | 0–1        |
| 2007/08 | Puchar UEFA               | 1Q       | Neftçi PFK          | 3–1 | 1–2    | 4–3        |
| 2007/08 | Puchar UEFA               | 2Q       | FC Sion             | 1–1 | 0–3    | 1–4        |
| 2011/12 | Liga Europy               | 3Q       | Brøndby IF          | 2–0 | 2–4    | 4–4, w.    |
| 2011/12 | Liga Europy               | PO       | PSV Eindhoven       | 0–0 | 0–5    | 0–5        |
| 2012/13 | Liga Europy               | 2Q       | Szachcior Soligorsk | 0–0 | 1–1    | 0–0, w.    |
| 2012/13 | Liga Europy               | 3Q       | Legia Warszawa      | 2–1 | 1–3    | 3–4        |